# 法乌新堡
法乌新堡（法語：Châteauneuf-du-Faou，法語發音：[ʃatonœf dy fu]）是法国菲尼斯泰尔省的一个市镇，位于该省东部，属于沙托兰区。该市镇总面积42.58平方公里，2009年时的人口为3682人。

## 人口
法乌新堡人口变化图示